# Ivan Sancin
Ivan - Gianni Sancin, slovenski operni pevec basist, * 29. julij 1938, Trst - 15. december 2021, Trst.

## Življenje
Preden je začel s solistično kariero, je dirigiral moško skupino zbora “Jacobus Gallus”, zbor Srbske pravoslavne cerkve in najbolj uspešno zasedbo Tržaškega okteta, katere je bil mentor kar sedem let.  
Po devetletnem študiju klavirja se je preusmeril v petje in leta 1973 z odliko diplomiral na tržaškem konservatoriju; dve leti prej pa je v Ljubljani, kjer je več kot deset let bil zaposlen v stalnem opernem ansamblu, debitiral v vlogi Monterona v Verdijevem Rigolettu. 
Večkrat je bil gost festivala “Dei due mondi” v Spoletu in Charlestonu, neštetokrat pa je nastopil na turnejah po celi Evropi (Hrvaška, Srbija, Makedonija, Bosna, Češka, Slovaška, Švica, Avstrija, Nemčija, Belgija), v ZDA in seveda na najpomembnejših italijanskih odrih.  
Njegove najuspešnejše interpretacije obsegajo izredno široko paleto vlog in stilov: od Monteverdija preko Bacha, Beethovna, Verdija, Masseneta, Straussa, Berga, Bartoka in Šoštakoviča. 
V njegovem repertoarju so tudi basovske vloge iz slovenskih oper:
- Herman Celjski v Švarovi Veroniki Deseniški,
- Vlaho v Kozinovem Ekvinokciju,
- Cortez v Šivicevi Cortesovi vrnitvi.

Skupno je pel več kot 50 različnih basovskih vlog, katerim je treba prišteti še koncertne interpretacije.